# Бакинский Конгресс центр
Бакинский Конгресс центр — крупнейший на Кавказе, крытый многофункциональный комплекс, расположенный в Баку. Основным помещением является зал для аудитории, рассчитанный на 3500 человек.

## История
Строительство Бакинского Конгресс центра было начато в феврале 2014 года. Официальное открытие Бакинского конгресс-центра состоялось 29 апреля 2015 года. На церемонии открытия приняли участие Президент Азербайджанской Республики Ильхам Алиев, его супруга Мехрибан Алиева и дочь Арзу Алиева. Также присутствовал министр финансов Самир Шарифов, который в свою очередь ознакомил с Центром и проинформировал Президента о проделанной работе.
Первое мероприятие, приводящееся в Бакинском Конгресс-центре, состоялось спустя 2 дня после открытия, 2 мая. Этим мероприятием стало — ежегодное заседание Совета руководителей Азиатского банка развития.

## Здание центра
Площадь здания Центра составляет 6,2 гектара, а участка в целом, отведённого под строительство — 46,6 гектар. Здание имеет всю необходимую инфраструктуру. Отличительной чертой Конгресс Центра является наличие самого крупного в мире многопиксельного монитора в крытом помещении, установленного в фойе здания. В центре функционирует 17 конференц-залов, вместительность которых в совокупности позволяет разместить порядка 2500 человек. Помимо конференц-залов и основного аудиторного зала, здесь функционируют ресторан, а также помещения предназначенные для администрации. В здании имеются все необходимые коммуникации, система вентиляции, эскалаторы, а также 16 лифтов для комфортного перемещения.
Сердцем здания Центр является аудиторный зал, рассчитанный на 3500 мест, построенный при использовании новых технологий, оборудования и системы освещения.

## Международные мероприятия

### 2015 год
Со 2 по 5 мая 2015 года, Бакинский Конгресс-центр стал местом проведения ежегодного заседания Совета руководителей Азиатского банка развития. Данное мероприятие впервые проходило в регионе Южного Кавказа. На Заседании участвовали порядка 3 тысяч участников, в состав которых входили министры финансов, официальные лица стран, руководители включенных банков, а также эксперты и ученые в данной области.

### 2017 год
4 мая 2017 года в центре был проведён Второй Академический форум кафедр ЮНЕСКО по межкультурному и межрелигиозному диалогу по случаю 4-го Всемирного форума по межкультурному диалогу. На открытии форума выступила заместитель Генерального директора ЮНЕСКО по социальным и гуманитарным наукам Нада ан-Нашиф. Участниками форума стали представители 14 кафедр ЮНЕСКО со всего мира. Целью данного форума являлось выявление способов положительного воздействия кафедр на укрепление взаимосвязей между исследованиями и разработкой политики.
15 августа 2017 года в Конгресс центре была проведена 41 Всемирная скаутская конференция. На конференции приняли участие около 1500 участников Всемирной организации скаутского движения. На конференции были затронуты вопросы, касающиеся дальнейшего развития разведывательных организаций и стратегии их деятельности, а также выборы в административные органы организации. Участие приняли представители 160 стран участников конференции.

### 2023 год
8 декабря 2023 года в центре состоялась Церемония вручения наград FIA Международной автомобильной федерации 2023.